# مغامرات بيتر بان
مغامرات بيتر بان هو مسلسل أنمي يتكون من 41 حلقة عُرِض في 15 يناير 1989م وحتى 24 ديسمبر 1989م.

## القصة
يحكي المسلسل قصة مغامرات بيتر بان وأصدقائه أثناء مواجهتهم للكابتن هوك وطاقمه من القراصنة في نيفرلاند.
المسلسل مقتبس من رواية بيتر بان الكلاسيكية لجيمس ماثيو باري، امتدت السلسلة إلى ما مجموعه 41 حلقة. كان من المقرر أن يبدأ في 8 يناير 1989م، ولكن بسبب وفاة الإمبراطور هيروهيتو، تم تأجيل العرض الأول لمدة أسبوع.
كان المسلسل جزءًا من سلسلة "World Masterpiece Theatre" [مسرح روائع العالم]، وهي سلسلة رسوم متحركة شهيرة من أعمال Nippon Animation، والذي كانت تنتج نسخة متحركة من كتاب أو قصة كلاسيكية مختلفة كل عام.
تدور قصص «مسرح روائع العالم» في بيئة تحاكي الواقع فغالبًا ما تتعرض الشخصية الرئيسية لظروف مروعة مثل تيتمها. ومع ذلك، فإن «مغامرات بيتر بان» هو حالة نادرة فعلى الرغم من أنه قصة مغامرة تتضمن معارك إلا أنه يتمتع بجو فرح.
تمت ترجمة المسلسل عام 1990، وتم بثه على شبكات التلفزيون في أنحاء متفرقة من العالم.

## روابط خارجية
- مغامرات بيتر بان على موقع IMDb (الإنجليزية)
- مغامرات بيتر بان على موقع ليتربوكسد (الإنجليزية)
- مغامرات بيتر بان على موقع كينوبويسك (الروسية)
- مغامرات بيتر بان على موقع ألو سيني (الفرنسية)
- مغامرات بيتر بان على موقع قاعدة بيانات الفيلم (الإنجليزية)
- مغامرات بيتر بان على موقع ANN anime (الإنجليزية)